# Elvira Lindo
Elvira Lindo Garrido (Cadice, 23 gennaio 1962) è una scrittrice spagnola.

## Biografia
All'età di dodici anni si trasferisce a Madrid, dove studia giornalismo, senza mai giungere alla laurea perché inizia a lavorare nella radio e la TV come annunciatrice, attrice e sceneggiatrice. Il suo primo romanzo è basato su uno dei suoi personaggi alla radio, il bimbo madrileño Manolito Gafotas, che divenne molto popolare e un vero classico della letteratura infantile spagnola, protagonista di più romanzi scritti in prima persona con un solido stile letterario, umorismo, ironia e un'acuta critica sociale. Manolito è il figlio di un camionista e vive un'umile vita nel quartiere operaio di Carabanchel.
Elvira Lindo ha scritto anche romanzi per un pubblico adulto, e per il teatro, oltre che sceneggiature di vari film, tra i quali La primera noche de mi vida (assieme al regista Miguel Albaladejo), Manolito Gafotas, Ataque verbal (ancora assieme ad Albadalejo), Plenilunio, che adatta il romanzo omonimo di suo marito Antonio Muñoz Molina.
Abita a New York da quando suo marito è stato nominato direttore dell'Instituto Cervantes di quella città. Pubblica articoli su El País e altri giornali e riviste.
Nel 1998 ottenne il Premio Nacional de Literatura Infantil y Juvenil per Los trapos sucios de Manolito Gafotas e nel 2005 il Premio Biblioteca Breve per il romanzo Una palabra tuya.